# Bělá nad Radbuzou
Bělá nad Radbuzou (in tedesco Weißensulz) è una città della Repubblica Ceca facente parte del distretto di Domažlice, nella regione di Plzeň.